# Chamartín (Kasztília és León)
Chamartín egy község Spanyolországban, Ávila tartományban. Chamartín Solana de Rioalmar, Grandes y San Martín, Brabos, Cillán, Gallegos de Altamiros és Narrillos del Rebollar községekkel határos. Lakosainak száma 62 fő (2024).

## Népesség
A település népessége az utóbbi években az alábbiak szerint változott:
| Lakosok száma | 111  | 100  | 99   | 93   | 92   | 75   | 88   | 76   | 68   | 62   |
|               | 2001 | 2004 | 2006 | 2009 | 2011 | 2014 | 2016 | 2019 | 2021 | 2024 |